# لقمه‌ماهی خالدار
لقمه‌ماهی خالدار (نام علمی: Urolophus gigas) نام یک گونه از سرده دم‌تاجی‌ها است.